# 트랜시펙스
트랜시펙스(영어: Transifex)는 세계화 관리 시스템 (GMS)이라고도 알려진, 웹 기반의 번역 플랫폼이다. 그것은 소프트웨어, 설명문서와 웹사이트와 같은 자주 업데이트되는 내용이 있는 기술적인 프로젝트를 대상으로 하며 개발자가 사용하는 도구와 통합하여 지역화 워크플로의 자동화를 권장한다.
트랜시펙스는 Software as a Service로 제공하고 상용 계획과 오픈 소스 프로젝트를 위한 무료 계정을 둘 다 갖춘다.

## 유용한 사용
- 크리에이티브 커먼즈
- 장고와 장고-cms[3]
- 도리베르 ERP & CRM
- 이벤트브라이트
- 페도라
- 머큐리얼과 비트버켓
- 글로벌리크스
- 미고[4]
- 오픈스택[5]
- 핀터레스트[6]
- 레딧[7]
- Xfce[8]
- MATE-데스크톱
- And various other smaller open-source projects such as RPM, Yum, PackageKit, Pulseaudio, Midnight Commander, Cherokee, TortoiseSVN, etc.

## 같이 보기
- translatewiki.net

## 참조
1. ↑  “Transifex Help pages”. 2013년 5월 24일에 원본 문서에서 보존된 문서. 2014년 10월 8일에 확인함.
2. ↑  “Transifex Plans”. 《Transifex》. 2012년 5월 9일에 원본 문서에서 보존된 문서. 2014년 10월 8일에 확인함.
3. ↑  Developers | Django CMS Describes tools used by Django, including Transifex.
4. ↑  “보관된 사본”. 2014년 1월 17일에 원본 문서에서 보존된 문서. 2014년 10월 19일에 확인함.
5. ↑  https://wiki.openstack.org/wiki/Translations
6. ↑  Pinternationalization blog post by Dave Dash
7. ↑  Reddit Announcement of the switch to Transifex.
8. ↑  http://translations.xfce.org/